# The Guild 3
The Guild 3 (рус. «Гильдия 3») — компьютерная игра в жанре экономического симулятора, разработанная студией GolemLabs и изданная THQ Nordic. Игра является продолжением предыдущей части The Guild 2. 26 сентября 2017 года игра вышла в раннем доступе в Steam. Полноценный релиз игры состоялся 14 июня 2022 года. Действие игры разворачивается в европейском городе в конце Средних веков, разделенном на несколько районов; конечной целью игрока является создание процветающей династии — при этом игра предоставляет игроку большую свободу.

## Игровой процесс
Подобно предыдущим частям серии, The Guild 3 совмещает в себе стратегическую игру, компьютерную ролевую игру, исторический симулятор и симулятор жизни
Действие игры разворачивается в европейском городе в 1400 году. В отличие от The Guild 2, в The Guild 3 не будет сезонных скачков с весны 1401 до лета 1402. Игра развивается в реальном времени, отсутствует движение от раунда к раунду. Город будет разделен на несколько районов, где можно будет набирать очки репутации как среди белых воротничков, так и среди синих. Можно стать не заслуживающим доверия среди одной группы граждан города и приобрести известность мецената у другой. Конечной целью игрока является создание процветающей династии — при этом игра предоставляет игроку большую свободу. Главной особенностью игры является система искусственного интеллекта EHE (Evolutive Human Emulator), основанная на шести личностных характеристиках; эта система реагирует на решения игрока и различные события в виртуальном мире игры, что делает уникальным каждое новое прохождение. В планы разработчиков входит добавление в игру многопользовательского режима на 16 человек. В начале игры игрок должен выбрать для виртуального персонажа некий начальный навык и развивать его, тем самым открывая новые, изначально недоступные способности.
В обзоре предварительной версии игры, опубликованном на сайте Rock, Paper, Shotgun, журналист Фрэзер Браун отозвался об игре критически: хотя игра формально предоставляет игроку множество занятий, они бессмысленны и почти не требуют участия игрока; отношения между персонажами, профессии и экономика, вокруг которых строится игра, выглядят недоделанными, а мир игры — недостаточно динамичным.

## Разработка
В The Guild 3 используется новый графический движок под названием Phoenix. Разработчики утверждают, что они улучшили этот движок, и теперь игроки смогут полностью погрузиться в атмосферу Средневековья, не отвлекаясь на управление производством и сосредоточившись на развитии своей династии.